# Covingham
Covingham är en civil parish i Storbritannien.   Den ligger i kommunen Borough of Swindon i riksdelen England, i den södra delen av landet, 110 km väster om huvudstaden London.